# Mesochorus expansus
Mesochorus expansus är en stekelart som beskrevs av Dasch 1974. Mesochorus expansus ingår i släktet Mesochorus och familjen brokparasitsteklar. Inga underarter finns listade i Catalogue of Life.